# Театр Омона
Театр Омона — общее название нескольких антреприз, содержавшихся в Москве в конце XIX-начале XX века Шарлем Омоном.

## История
Омон начал свою антрепризу на французской выставке 1891 года. Он открыл в Москве «парижский» кафешантан «с настоящим парижским канканом и самой изысканной парижской порнографией». Громадный успех побудил его остаться в Москве и в том же году он открыл театр с рестораном в Камергерском переулке (позднее здание занял МХАТ). Затем театр переместился в сад «Аквариум» (тогда ещё «Чикаго», именно при Омоне сад и театр «Аквариум» получили свои названия). В 1897 году Омон взял сад в аренду у его владельца Соловейчика на 12 лет с арендной платой в 20 000 рублей.
Управляющими нового театра стали С. А. Альштадт и Д. Е. Сидорский, а режиссёром концертных программ — Н. Ф. Бутлер (который был также режиссёром «Концерта-паризьен» на Нижегородской ярмарке).
В 1896 году Омон был владельцем цирка и кафешантана на Нижегородской ярмарке. Кафешантан вызывал протесты, вплоть до требования «ходатайствовать перед губернатором об окончательном закрытии увеселительного заведения Омона, этого позора Всероссийской ярмарки».
В 1901 (1902?[уточнить]) году Омон построил в саду «Аквариум» новое каменное здание театра «Буфф» специально для кафешантанных программ, взяв за образец парижские концертные театры. Для расчистки места под театр были снесены все павильоны бывшей электрической выставки на Садовой-Триумфальной улице. Обширное здание театра с открытой верандой и пристройками использовалось как для зимнего, так и для летнего сезона и было построено по проекту архитектора Модеста Дурнова. В этом самом известном своём проекте Дурнов собирался облицевать фасад бело-синим фарфором, а вход сделать в виде пасти дракона, поглощающего поток публики; однако первая идея не была исполнена из-за недостатка средств, а вторая — из-за запрета городского головы Москвы князя В. М. Голицына, который счёл идею безнравственной. Также не удалось воплотить задуманные архитектором стеклянные лестницы и сплошные окна на три этажа.
Оригинальная постройка Дурнова вызвала разноречивые мнения: восторг широкой публики и резкое неприятие эстетов. В газетах писали: «В настоящее время вся Москва приходит в восторг от нового театра. К сожалению, это новое произведение искусства не только незаслуженно возбуждает восторги москвичей, но своей пошлостью вызывает гадливое чувство во всяком мало-мальски художественно развитом человеке». Брюсов считал здание театра «очень плохим» и «банально-декадентским». В театре был зрительный зал на 1009 мест и 24 ложи, причем ложа стоила 200 рублей. Однако, и в феврале 1902 года выступления продолжались в доме Лианозова по Камергерскому переулку.
Вначале Омон полагался на французских этуалей, но вскоре добавил в программу российских артистов. Так, в 1897 году в «Аквариуме» выступали цыганский хор, русско-малороссийская капелла, хор Разумовской. В «Буффе» шли оперетты, фарсы, программа варьете. У Омона выступали частушечник П. Невский, юмористы-«оборванцы» Н. Монахов и П. Жуков, куплетисты А. Серполетти, С. Сарматов, танцовщица Н. В. Труханова, певица К. Ф. Невяровская.
Жёсткая дисциплина со штрафами для актёров за опоздание и другие проступки помогали финансовому процветанию антрепризы.
С художественной стороны театр был очень слабым; К. С. Станиславский назвал его «вертепом разврата». Характеристику репертуара Омона тогдашняя пресса давала так: «г. Омон … насадил в Москве роскошные злаки кафешантана и француженок, стоящих на сцене вверх ногами и в этих прекрасных позах распевающих игривые шансонетки». Газета «Русское слово» выступала со статьями «О безнравственной деятельности Омона», «О необходимости закрытия „очага безнравственности“ в Москве — театра Омона».
После отъезда Омона из Москвы в 1907 году, театр «Буфф» продолжил существование; в 1912 г. его владельцем стал И. С. Зон, по профессии содержатель буфета; он перестроил здание, переименовал его в «театр Зон».
В 1920-х годах в здании размещался Театр РСФСР, позднее театр имени Мейерхольда. В 1938 году на этом месте было построено новое здание театра, но в связи с его закрытием и арестом самого Мейерхольда, здание было передано Московской филармонии под Концертный зал имени П. И. Чайковского.

## В истории кинематографа
В московском театре Омона в 1902 году состоялась первая в России демонстрация нового аппарата «Биофонограф», сочетавшего возможности кинематографа и фонографа. Предшественник звукового кино, аппарат воспроизводил сцену из театральной постановки «Проделок Скапена» Мольера, синхронно озвученную диалогами.

## В литературе
Театр описан Горьким в его «Жизни Клима Самгина». Горький передал «липкую и вязкую пошлость» происходящего на эстраде.